# Lucas Faggioli
Lucas Nicolás Faggioli (Ciudad Autónoma de Buenos Aires, Argentina, 11 de febrero de 1997) es un futbolista argentino que se desempeña como marcador central en el Deportivo Maipú de la Primera B Nacional.

## Trayectoria

### Colegiales
Debutó el 18 de marzo del 2018 arrancando como titular en el partido contra Sacachispas. En el Campeonato de Primera B 2017-18 disputó 6 partidos en los que no convirtió ningún gol. De cara al Campeonato de Primera B 2018-19 disputa un total de 7 partidos en los que no convirtió goles.
En total disputó 54 partidos en los que no convirtió goles.

### Deportivo Maipú
En total disputó 34 partidos en los que convirtió 2 goles.

### Ferro
En enero del 2023 se confirma su llegada al verdolaga de la mano de Juan Manuel Sara que lo dirigió en su anterior equipo. Debuta en el Campeonato de Primera Nacional 2023 al ingresar a los 29 minutos del segundo tiempo en lugar de Gastón Moreyra, siendo expulsado tras 8 minutos de juego en la primera fecha disputada contra Gimnasia de Jujuy. Al volver de la sanción debuta como titular en la tercera fecha del campeonato contra Brown de Adrogué disputando los 90 minutos sin convertir goles ni recibir tarjetas.

## Estadísticas
Actualizado al 8 de julio de 2024

| Club                                                                        | Div.          | Temporada     | Liga  | Liga  | Copas | Copas | Copas | Copas | Total | Total | Media |
| Club                                                                        | Div.          | Temporada     | Part. | Goles | Part. | Goles | Part. | Goles | Part. | Goles | Media |
| --------------------------------------------------------------------------- | ------------- | ------------- | ----- | ----- | ----- | ----- | ----- | ----- | ----- | ----- | ----- |
| Colegiales Argentina                                                        | 3.ª           | 2017-18       | 6     | 0     | 0     | 0     | —     | —     | 6     | 0     | 0     |
| Colegiales Argentina                                                        | 3.ª           | 2018-19       | 7     | 0     | 0     | 0     | —     | —     | 7     | 0     | 0     |
| Colegiales Argentina                                                        | 3.ª           | 2019-20       | 14    | 0     | 0     | 0     | —     | —     | 14    | 0     | 0     |
| Colegiales Argentina                                                        | 3.ª           | 2020          | 1     | 0     | 0     | 0     | —     | —     | 1     | 0     | 0     |
| Colegiales Argentina                                                        | 3.ª           | 2021          | 26    | 0     | 0     | 0     | —     | —     | 26    | 0     | 0     |
| Colegiales Argentina                                                        | Total         | Total         | 54    | 0     | 0     | 0     | 0     | 0     | 54    | 0     | 0     |
| Deportivo Maipú Argentina                                                   | 2.ª           | 2022          | 34    | 2     | 0     | 0     | —     | —     | 34    | 2     | 0.06  |
| Deportivo Maipú Argentina                                                   | Total         | Total         | 34    | 2     | 0     | 0     | 0     | 0     | 34    | 2     | 0.06  |
| Ferro Argentina                                                             | 2.ª           | 2023          | 16    | 0     | 0     | 0     | —     | —     | 16    | 0     | 0     |
| Ferro Argentina                                                             | Total         | Total         | 16    | 0     | 0     | 0     | 0     | 0     | 16    | 0     | 0     |
| Barracas Central Argentina                                                  | 1.ª           | 2024          | 0     | 0     | 0     | 0     | —     | —     | 0     | 0     | 0     |
| Barracas Central Argentina                                                  | Total         | Total         | 0     | 0     | 0     | 0     | 0     | 0     | 0     | 0     | 0     |
| Total carrera                                                               | Total carrera | Total carrera | 99    | 2     | 0     | 0     | 0     | 0     | 99    | 2     | 0.02  |
| (1) La copa nacional se refiere a la Copa Argentina y Supercopa Argentina . |               |               |       |       |       |       |       |       |       |       |       |